# Martin Ribe
Martin G. Ribe (* 1945) ist ein schwedischer Mathematiker, der sich mit Funktionalanalysis befasst.
Ribe wurde 1972 an der Universität Linköping bei Hans  Rådström (1919–1970) promoviert (On spaces which are not supposed to be locally convex). 1972 bis 1974 war er am Mittag-Leffler-Institut.
Ribe publizierte nur wenige, aber sehr einflussreiche Arbeiten zur Funktionalanalysis. Hauptberuflich war er Statistiker.
Ribe bewies 1976, dass die linearen Strukturen Normierter Räume unter uniformen Homöomorphismen erhalten bleiben. Genauer: seien X, Y uniform homöomorphe Banachräume, dann haben sie dieselben endlich dimensionalen Unterräume. Ihre lineare lokale Struktur ist gleich und sollte somit durch rein metrische Eigenschaften definierbar sein, ohne Rückgriff auf die lineare Struktur. Dieser Starrheitssatz wurde zum Ausgangspunkt eines Programms (Ribe Programm, so genannt durch Jean Bourgain 1986), der den Satz bei allgemeinen metrischen Räumen ohne lineare Strukturen in ihrer Definition zur Anwendung bringt und sie mit Methoden ähnlich der lokalen Theorie der Banachräume studiert, mit Anwendungen in Gruppentheorie, Harmonischer Analysis und Informatik.

## Schriften
- On uniformly homeomorphic normed spaces, Arkiv Math., Band 14, 1976, 237–244, Teil 2, Band 16, 1978, 1–9
- Necessary convexity conditions for the Hahn-Banach theorem in metrizable spaces, Pacific J. Math. 44, 1973, 715–732